# ام‌اس روتردام
ام‌اس روتردام (به انگلیسی: MS Rotterdam) یک کشتی است که طول آن ۷۸۰ فوت (۲۳۸ متر) می‌باشد. این کشتی در سال ۱۹۹۷ ساخته شد.